# Luisenstadtkanalen
Luisenstadtkanalen (tysk: Luisenstädtischer Kanal) var en kanal i Berlin-bydelen Luisenstadt i de områder, der i dag er Mitte og Kreuzberg. Kanalen forbandt Spree-floden med Landwherkanalen og blev åbnet i 1852. I 1926 blev kanalen imidlertid tørlagt, udover dammen kaldet Engelbecken, og omdannet til parkområder. Med opførelsen af Berlinmuren i 1961 løb grænsen mellem Øst- og Vestberlin langs kanalens nordlige del indtil 1990. Siden 1991 har parkområdet været under restaurering, da den omdannede kanal blev ødelagt eller fyldt med murbrokker efter 2. Verdenskrig.

## Planlægning
I 1825 tegnede chefarkitekten Johann Carl Ludwig Schmid en bydelsplan for den sydlige del af Luisenstadt, Köpenicker Feld. En nord-syd-gående kanal til afvanding og som vandvej havde allerede været planlagt i de første bydelsplaner, men var aldrig blevet realiseret. Efter Frederik Wilhelm 4. blev konge af Preussen i 1940, blev Berlins byplanlægning overdraget til landskabsarkitekten og byplanlæggeren Peter Joseph Lenné.
På baggrund af Schmids planter tegnede Lenné et udkast til en udviklingsplan, der bedre tog højde for den plads som industri og jernbaner optager og som skulle være mere socialt balanceret. Lenné ville gøre Landwehrkanalen mere farbar og fortsatte den forbindende kanal, som Schmid allerede havde planlagt. Det sociale ansvar i byplanlægning var vigtigt for Lenné, og derfor indtænkte han grønne områder og gader og pladser med en høj rekreativ værdi, som var nødvendigt for en velfungerende bydel. Med det perspektiv skulle Luisenstadtkanalen være mere bare en vandvej, men inkluderes i byrummet som et dekorativt element og et rekreativt område i det nye distrikt. Lenné besluttede sig for kanalens rute og udformning i sit offentlige værk fra 1839/40: Projektirte Schmuck und Grenzzüge von Berlin mit nächster Umgebung.

## Historie

### Anlæggelse
Anlæggelsen af Luisenstadtkanalen begyndte i 1848, to år efter færdiggørelsen af Landwehrkanalen. Kanalen skulle bruges som transportvej for byggematerialer, som et afløb og for at modstå oversvømmelser af Spree-floden. Anlæggelsen af kanalen skulle dog også fungere som et jobskabende initiativ, og projektet havde da også omkring 5.000 ansatte med minimal teknisk støtte. I 1848 var der en blodig opstandelse blandt arbejderne, der frygtede for at miste deres job.
Kanalen var 2,3 kilometer lang, 22,5 meter bred og havde en gennemsnitlig vanddybde på 1,5 meter. Da kanalen flød gennem Berliner Zollmauer, blev der også opført en ny byport, kaldet Wassertor, i 1848. Kanalens bredder var, atypisk Berlin, af mursten og hævet over vandoverfladen med omkring tre meter. Kanalen havde en minimal hældning og var designet til skibe med en lastkapacitet på 175 tons. Promenaden langs kanalen blev tilplantet med "Kaiser"-lindetræer.

### Løb
Kanalen begyndte ved det, der dengang var Urbanhafen på Landwehrkanal, og løb i en nord-østlig retning parallelt med gadenettet. Den løb igennem og delte Wassertorplatz, hvor der var et mindre bassin og Oranienplatz for at ende ved et større bassin, Engelbecken. Ved Engelbecken tog kanalen en skarp drejning og løb mod stik mod øst for at løbe i en bue mod nordøst til Cöpenicker-slusen og Spree-floden. Cöpenicker-slusen lå en smule nord for Cöpenickerbrücke og havde samme funktion som Oberschleuse mellem Landwehrkanal og Oberspree.
Transportmæssigt er der ingen mening i selve afbrækket ved Engelbrecken, som udelukkende blev planlagt ud fra det eksisterende gadenet. Løbet er derfor også et eksempel på, at man forsøgte at bringe vandet i spil som et dekorativt element i byudviklingen.

### Broer
I alt tolv broer har krydset kanalen igennem tiden, men kun Waldemarbrücke, der blev genopført i 1995, har beholdt sin oprindelige form. Enkelte broer har været forbeholdt fodgængere.

### Omdannelsen
Luisenstadtkanalen blev aldrig nogen vigtig vandvej. På grund af den sparsomme trafik og den lave hældning var vandet i kanalen stillestående, hvilket ledte til stærke lugtgener for borgerne. Derfor besluttede Berlins Magistrat den 16. januar 1926 at dræne og fylde kanalen – hvilket også skulle være et jobskabende initiativ. Materiale fra udgravningerne til Berlins U8-metrolinje samt nærliggende byggerier ved bl.a. Reichenberger Straße, Heinrich-Heine-Straße og på Moritzplatz blev brugt til at fylde kanalen.
Efter Lennés tanker om grønne, rekreative områder tæt på borgernes boliger i den tætbefolkede bydel, blev kanalen omdannet til en grønt parkområde under ledelse af Erwin Barth, den nyudnævnte ansvarlige for haver og parker i Storberlin. Barth løste problemet med at omdanne en meget lang og kun 22 meter bred "park" ved ikke at fylde kanalen helt op til gadeplan, men lod den blive umiddelbart over det tidligere vandniveau. Murstensbredderne blev bevaret, og Barth fik opført en balustrade på toppen af væggene. For at gøre de grønne områder varierede, inddelte han dem i ti sektioner med hvor deres karakter. Han lavede siddepladser, verandaer, legepladser, fontæner og selv mindre vandløb - vand blev brugt afgørende i Barths planer. I det nye parkområde var der belagte stier, græsplæner, blomsterbede, små lunde og flere dekorative haver med dahliaer, roser samt nåletræer.
Barth bevarede Engelbecken som en svanedam og fik opført arkader rundt langs den. Barth fik også indsat 16 fontæner, der var oplyst om aftenen. Det grønne område blev færdiggjort i 1932 men ikke i det omfang, som Barth oprindeligt havde planlagt, på grund af økonomiske årsager. Især den sydlige den blev ikke færdiggjort efter de oprindelige planer.

### Efterkrigstiden
Efter de Allieredes luftangreb i krigens sidste år blev Luisenstadtkanalen flere steder fyldt med murbrokker, som skulle fjernes fra kanalen. Grænsen mellem Øst- og Vestberlin løb i efterkrigstiden mellem Spree-floden og Waldemarstraße, hvor den sydlige del af Waldemarstraße tilhørte Vestberlin. Efter Berlinmurens opførelse i 1961, blev kanalen fuldstændigt fyldt og hævet til gadeplan. En del af den såkaldte "dødsstribe" lå på den hævede kanal.
Ved Internationale Bauausstellung 1987 i Kreuzberg, blev den sydlige del af haverne restaureret og fik den form, som de stort set også har i dag.

### Efter genforeningen
Kort tid efter Tysklands genforening og Berlinmurens fald startede et lobbyarbejde for at genforene de to halvdele af Luisenstadtkanalen, der havde været del af Berlinmuren, og genskabe den til dens udseende før krigen. Som en del af havearkæologiske undersøgelser blev testudgravninger udført som uventet viste, at murstensbredderne langs den tidligere kanal ikke var særlig skadet; selv hele planter kunne findes. Siden 1991 har de grønne områder blevet restaureret og sektioner er blevet åbnet for offentligheden. I april 1993 blev den Stedsegrønne Have mellem Engelbecken og Adalbertstraße genåbnet. I 1995 åbnede Rosengarten også mellem Engelbecken og Waldemarbrücke.
En delvis udgravning af Engelbecken blev forsøgt i begyndelsen af 1990'erne, men restaureringen stoppede på grund af økonomiske problemer. Kun bassinets kant blev udgravet og stod i flere år i denne tilstand. Enkelte pytter af grundvand var begyndt at pible frem, men det var først i 1999 at den centrale del af området blev fuldstændigt udgravet. I foråret 2006 blev bassinet gjort dybere og bassinets smuldrende kant blev genopført i beton for at stabilisere vandet.
Restaureringen i 2006 inkluderede også omfattende renoveringsarbejde på den 500 meter lange sektion af kanalen lidt længere øst mellem Adalbertstrasse og Melchiorstrasse, og ved en restaurering i 2008 blev det 200 meter lange stykke mellem Melchiorstrasse og Köpenicker Strasse også færdiggjort som et grønt areal. Siden 2010 er et fodgængerområde nær Luisenstadtkanalens munding til Spree blevet omdannet med beplantning af flere træer og en plæne på 2,5 hektar. Dette nye område er blevet suppleret af en redesignet og forbedret område ved Küstlerhaus Bathanien og ned til Mariannenplatz.
Luisenstadtkanalen er blevet optaget på Berlins liste over bevaringsværdige monumenter.

## Internetlinks
Commons: Luisenstädtischer Kanal – Album med billeder, videoer og lydfiler.
- Projekt Luisenstädtischer Kanal Arkiveret 4. marts 2016 hos  Wayback Machine der Hunsrück-Grundschule Berlin
- Bürgerverein Luisenstadt e. V.
- Eintrag in der Berliner Landesdenkmalliste Arkiveret 12. januar 2022 hos  Wayback Machine
- Artikel zur Wiederherstellung des Parks von 2005 aus der Berliner Stadtzeitung Scheinschlag
- Luisenstädtischer Kanal auf Landschaftsarchitektur heute
- Luisenstädtischer Kanal: Jahr 1926 Arkiveret 25. juni 2016 hos  Wayback Machine in der Onlineausstellung 100 Jahre Landschaftsarchitektur vom Bund Deutscher Landschaftsarchitekten